# دوگا کوبو
دوگا کوبو (به انگلیسی: Doga Kobo) استودیو پویانمایی ژاپنی است که توسط اعضای سابق توئی انیمیشن در ۱۱ ژوئیه ۱۹۷۳ تأسیس شد و دفتر مرکزی آن در نریما-کو، توکیو ژاپن است. این استودیو یکی از شرکت‌های تابعه کادوکاوا محسوب می‌شود.
از آثار ساخته این استودیو می‌توان به یورو یوری، ماهنامه دخترانه نوزاکی کون، خاطرات پلاستیک، سه برگ، سه رنگ، توئوکن رانبو: هانامارو، سنپای من رو مخه، شیکیموری فقط یک زیبا نیست، اوشی نو کو و آلیا بعضی‌اوقات احساساتش را به روسی پنهان می‌کند اشاره کرد.